# ریواس چینی
ریواس چینی (نام علمی: Rheum palmatum) نام یک گونه از سرده ریواس است.